# Saint-Amand-les-Eaux
Saint-Amand-les-Eaux è un comune francese di 16 925 abitanti situato nel dipartimento del Nord nella regione dell'Alta Francia.

## Società

### Evoluzione demografica
Abitanti censiti

## Amministrazione

### Gemellaggi
- Andernach, dal 1959
- Tivoli, dal 2001

## Monumenti
Ospita la più volte ricostruita abbazia di Elnon, dove morì Saint Amand, della quale sopravvivono soltanto la torre e la chiesa nell'ultima versione barocca.